# Jonas de Barros
Jonas de Barros (Itu, São Paulo) foi um pintor brasileiro, natural da cidade de Itu, no interior do estado de São Paulo. Ele estudou com pintor Almeida Júnior, foi aluno da Academia de Belas Artes e costumava pintar paisagens e cenas de costumes.
Existiam boatos de que seria filho do pinto Almeida Júnior, mas há registros que indica ter nascido em 1875 e ser filho de um certo Abrahão Lincoln de Barros e Maria Clarinha de Barros, que residiram em Itu até 1895. Faleceu em agosto de 1939 em São Paulo.

## Carreira
Já em 1901 expôs o quadro "Rinha de Galos" na Casa Garraux e no ano seguinte apresentou trinta trabalhos na Galeria Castelões.
Barros foi um dos pintores contratados por Afonso d'Escragnolle Taunay, antigo diretor do Museu Paulista, para retratar a cidade de São Paulo ao longo da história, em pinturas produzidas para a instituição. Ele se baseou em obras fotográficas como fontes históricas para realizar essas obras, como as imagens do fotógrafo Militão Augusto de Azevedo.
Seu quadro Convenção de Itu foi exposto na sala B3 do Museu Paulista, que possuía ao centro o quadro de seu fundador Washington Luis Pereira de Souza e outros treze convencionais. Taunay ressaltou que apesar da composição ser fantasiosa, tinha um valor único: "realizado por modesto curioso, é o da iniciativa do agrupamento dos membros da Convenção".
Ao longo de sua carreira, Barros também participou de várias exposições coletivas, como a Exposição de Belas Artes Industriais de 1902, a Exposição Geral de Belas Artes de 1903, a Iª Exposição Brasileira de Belas-Artes de 1911 e 1912, o Salão Paulista de Belas Artes de 1934 e o Salão Paulista de Belas Artes de 1935. Já as suas exposições individuais aconteceram em 1893, 1901, 1902, 1907 e 1909, todas em São Paulo

## Obras
- Quiosque no Cambuci, 1822
- Convenção de Itu, 1921,[8] idealizada por Jonas de Barros a partir do esboço publicado no "Álbum Ilustrado das Datas Históricas Nacionais"
- Rodrigues Alves, 1903[9]
- Rua da Glória, São Paulo[2]
- Marechal Floriano Peixoto, 1902[9]
- Prudente de Moraes, 1903[9]
- Campos Sales, 1904[9]

## Galeria

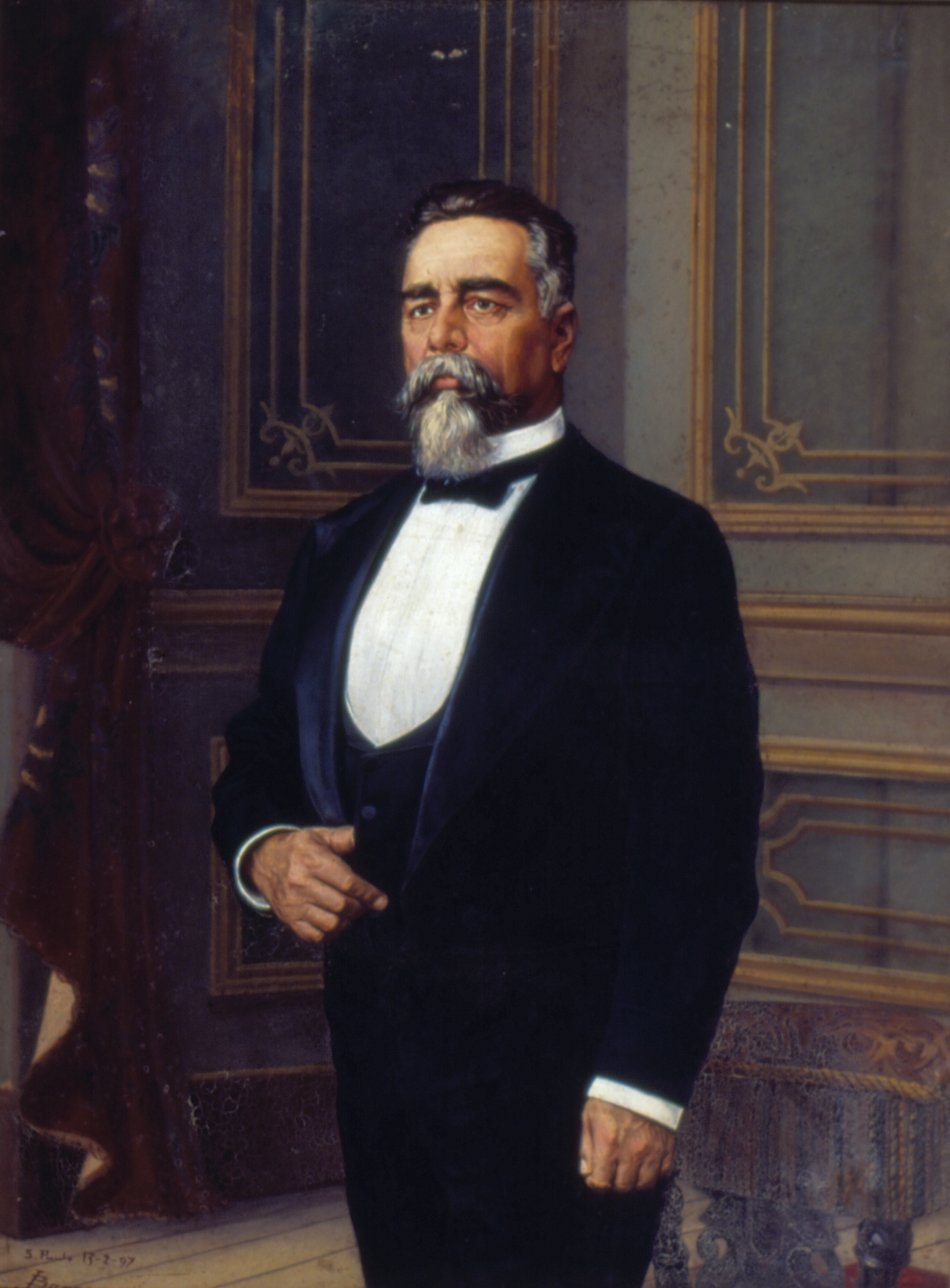
Retrato de Campos Sales, realizado por Jonas de Barros para o Museu Paulista
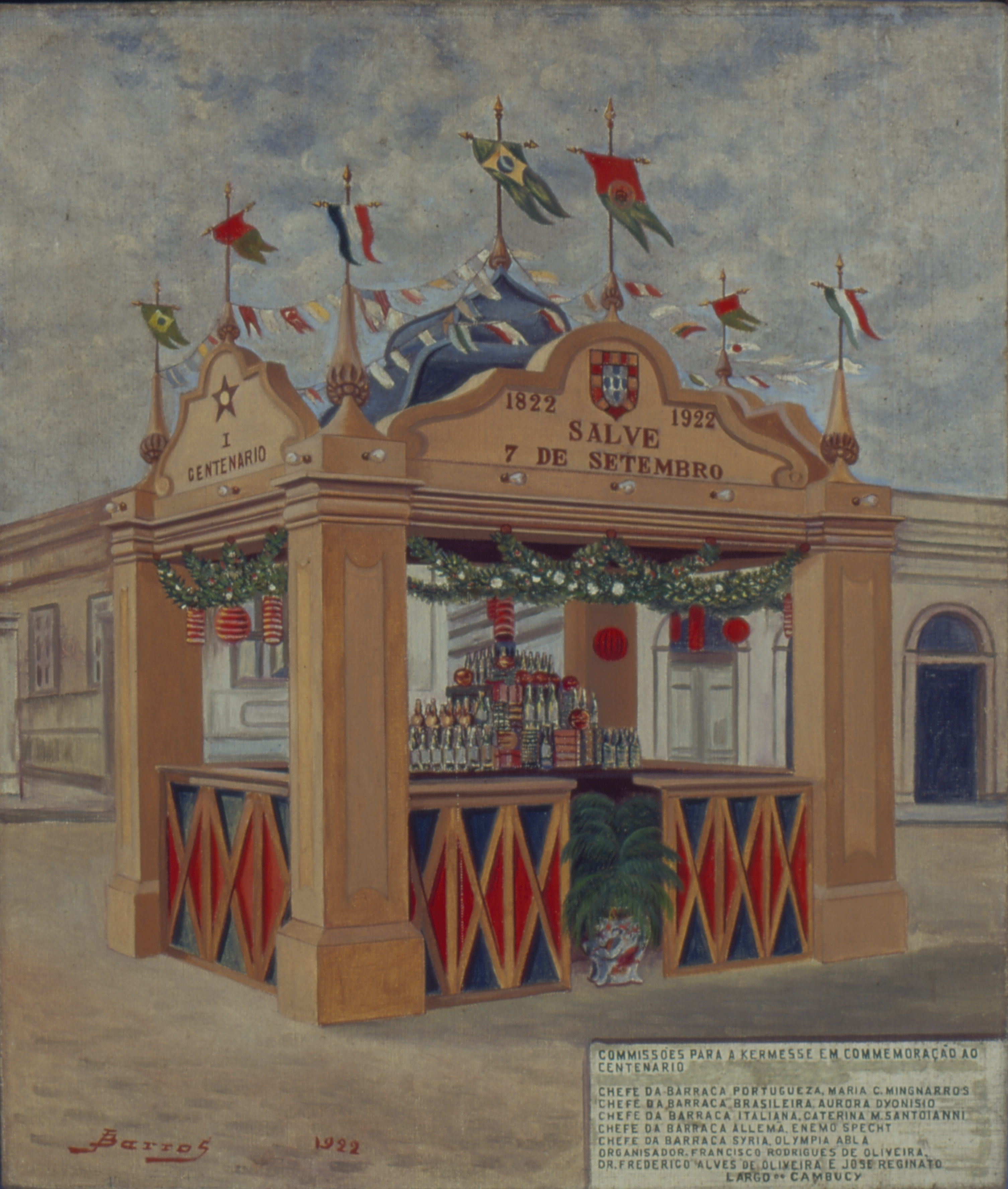
Tela Quiosque no Cambucí, 1822, de Jonas de Barros, exposta no Museu Paulista